# Zgornje Koseze
Zgornje Koseze so naselje v Občini Moravče.